# Ben Vogel
Bernardus Johannes (Ben) Vogel (Amsterdam, 24 februari 1903 – aldaar, 9 juni 1990) was een Nederlands voetballer.

## Biografie
Ben Vogel was de zoon van Bernardus Johannes Vogel en Elisabeth Baank. Hij trouwde op 15 mei 1930 met Henriëtte Elisabeth Gremmen.
Hij speelde van 1928 tot 1932 bij AFC Ajax als middenvoor. Van zijn debuut in het kampioenschap op 23 september 1928 tegen HFC tot zijn laatste wedstrijd op 13 maart 1932 tegen Veendam speelde Vogel in totaal 13 wedstrijden en scoorde vijf doelpunten in het eerste elftal van Ajax.

## Statistieken
| Club  | Seizoen | Competitie | Competitie | Beker | Beker | Totaal | Totaal |
| Club  | Seizoen | Wed.       | Dlp.       | Wed.  | Dlp.  | Wed.   | Dlp.   |
| ----- | ------- | ---------- | ---------- | ----- | ----- | ------ | ------ |
| Ajax  | 1928/29 | 4          | 1          | -     | -     | 4      | 1      |
| Ajax  | 1929/30 | 2          | 0          | 6     | 1     | 8      | 1      |
| Ajax  | 1930/31 | 6          | 4          | -     | -     | 6      | 4      |
| Ajax  | 1931/32 | 1          | 0          | 1     | 0     | 2      | 0      |
| Total | Total   | 13         | 5          | 7     | 1     | 20     | 6      |